# Конституція Південно-Африканської Республіки
Конституція Південно-Африканської Республіки — вищий закон ПАР. Вона забезпечує правову основу для існування держави, встановлює права і обов'язки її громадян, а також визначає структуру уряду Південно-Африканської Республіки. 
Чинна Конституція Південно-Африканської Республіки була прийнята Установчими зборами 11 жовтня 1996, завірена в Конституційному суді 4 грудня, підписана президентом ПАР Нельсоном Манделою 10 грудня і набрала чинності з 4 лютого 1997 року, замінивши та скасувавши тимчасову конституцію ПАР 1993 року.
З моменту прийняття Конституції, до неї 16 разів були внесені поправки. 

## Структура
Конституція складається з преамбули, 14 розділів і 7 додатків. Кожен розділ і додаток описує конкретну тему. Нижче представлений списокрозділів і дотатків з темами.

### Розділи
Розділ 1 Конституції має назву «Основні положення». Він закріплює в конституції основні національні принципи, визначає прапор Південної Африки і список офіційних мов. Відповідно до статті 2 розділу 1, всі нормативні акти, які суперечать Конституції не мають ніякої юридичної сили.
Південна Африка за визначенням цього розділу є демократичною, незалежною республікою, заснованою на принципах захисту гідності, прав людини і верховенства закону. 
Інші розділи:
- Розділ 2 - Білль про права
- Розділ 3 - Кооперативний уряду
- Розділ 4 - Парламент
- Розділ 5 - Президент і Національний виконавчий
- Розділ 6 - Провінції
- Розділ 7 - Місцеве самоврядування
- Розділ 8 - Суди і проведення правосуддя
- Розділ 9 - Державна підтримка установ конституційної демократії
- Розділ 10 - Публічна адміністрація
- Розділ 11 - Служба безпеки
- Розділ 12 - Традиційні лідери
- Розділ 13 - Фінанси
- Розділ 14 - Загальні положення

## Історія
Південно-Африканський Союз був утворений 31 травня 1910 року, а його державний устрій почав визначати закон 1909 року, підготовлений представниками чотирьох колоній — Капської, Наталь, Оранжевої вільної держави і Трансваалю та прийнятий парламентом Великої Британії. Разом з внесеними поправками пізніше цей закон був покладений в основу конституції 1961 року, яка отримала схвалення парламенту країни і набрала чинності після проголошення Південної Африки республікою 31 травня 1961 року. Згідно з цією конституцією уряд ПАР очолював прем'єр-міністр, підзвітний парламенту. Право бути обраними до парламенту мали тільки білі, фактично їх монополією було і виборче право. 
3 вересня 1984 року почала діяти нова конституція ПАР, яка передбачала створення трьохпалатного парламенту. Палати формувалися на расовій основі, їх повноваження були нерівноцінні. Головною була палата, обрана білими, а палати, обрані азійським і кольоровим населенням, грали підлеглу роль. Як і раніше, з політичного життя ПАР були виключені африканці, що складали три чверті населення країни. Пост прем'єр-міністра був скасований, і його функції перейшли до президента.
У січні 1991 року між політичними партіями почалися консультативні переговори про запровадження демократичної багаторасової політичної системи. У 1993 році, в ході переговорів, проведених у червні-липні, була узгоджена дата проведення перших в історії країни многорасових виборів — 27 квітня 1994 року. У цей день південноафриканці обрали депутатів тимчасового парламенту, який повинен був розробити нову постійну конституцію.
Тимчасова конституція, яка передбачала створення багаторасової демократичної держави, була ратифікована у грудні 1993 року і набула чинності 27 квітня 1994 року.
У жовтні 1996 року Конституційні збори ухвалили нову конституцію ПАР, яка набула чинності 4 лютого 1997 року. Однією з найважливіших частин конституції став «Білль про права», в основу якого ліг однойменний американський документ.